# ببر هفت دریا
ببر هفت دریا (ایتالیایی: La tigre dei sette mari) یک فیلم ماجراجویی ایتالیایی به کارگردانی لوئیجی کاپوآنو است که در سال ۱۹۶۲ منتشر شد.

## بازیگران
- جانا ماریا کنله
- آنتونی استیل
- ارنستو کالیندری
- ماریا گراتسیا اسپینا
- آندره‌آ آئورلی
- کارلو نینچی
- جان کیتزمیلر
- کارلو پیساکانه
- رناتو ایتسو
- ناتسارنو زامپرلا